# Xerophaeus
Xerophaeus là một chi nhện trong họ Gnaphosidae.